# 和生菓子特殊銘柄品
和生菓子特殊銘柄品（わなまがしとくしゅめいがらひん）は、1942年（昭和17年）12月に京都府が指定した銘菓。

## 概要
戦時中は、国家総動員法の規定に基づき施行された価格等統制令による公定価格制が実施されており、菓子一般に関しては、価格等統制令第7条に基づき中央官庁が公定価格を決定していた。
1942年（昭和17年）8月13日、農林省は、新たな菓子の公定価格を告示したが、例外として、地方長官が「農林大臣ノ承認ヲ受ケ生産者ヲ指定シ特別ノ規格ヲ定メ製造シタルモノ」に「別段ノ額ヲ指定」したときはこの公定価格を適応しない旨の規定を置いた。
この規定に基づき、同年12月11日に、京都府は「和生菓子特殊銘柄品」18種を指定し告示した。

## 一覧
告示には生産者氏名と生産者住所の記載もあるがここでは省略する。
| 銘柄       | 生産者                 | 最高販売価格(銭/100匁) | 補足 |
| ---------- | ---------------------- | ---------------------- | --- |
| きぬた     | 長久堂                 | 50                     | |
| 竹裡       | 亀末廣                 | 55                     | |
| 道喜ちまき | 道喜(川端道喜)         | 60                     | |
| 烏羽玉     | 亀屋良則               | 45                     | のちに廃業                                                                                                |
| 御所羊羹   | 若狭屋                 | 50                     | のちに廃業                                                                                                |
| 黄梁       | 鎰屋(鎰屋延秋)         | 45                     | のちに廃業 (製法はかぎや政秋に継承され、現在は「黄檗」という名で販売されている)                           |
| 祇園ちご餅 | 若狭屋茂弘(三條若狭屋) | 65                     | |
| とりどり   | 甘泉堂                 | 50                     | |
| 煉羊羹     | 総本家駿河屋           | 45                     | |
| 白外郎     | 駿河屋(京都駅前駿河屋) | 40                     | |
| 大清浄御団 | 有限会社亀屋製菓       | 65                     | のちに廃業 (有限会社亀屋堂から暖簾分けした、千葉県成田市のかめや利平株式会社にて同銘の菓子が作られている) |
| 笹屋どら焼 | 京菓聯(笹屋伊織)       | 45                     | |
| 味噌松風   | 松屋常盤               | 40                     | |
| 益寿糖     | 赤井松柏軒             | 65                     | のちに廃業                                                                                                |
| 柚餅       | 鶴屋(鶴屋吉信)         | 55                     | |
| 満月       | 満月堂                 | 45                     | 満月の生産は戦後途絶えるが同店にて復元される                                                              |
| 高砂饅頭   | 玉壽軒本店(本家玉壽軒) | 40                     | |
| 虎屋饅頭   | 虎屋                   | 40                     | |

## 備考
戦中戦後の混乱の中で該当菓子の生産が途絶えたりお店自体が廃業したりした。ネットの情報において以下の菓子が和生菓子特殊銘柄品として挙げられていることがあるが、オリジナルとの関係や同一性の程度は不明である。
- 烏羽玉(亀屋良則)→烏羽玉(亀屋良長)
- 御所羊羹(若狭屋)→白味噌羊羹(三條若狭屋)など
- 白外郎(駿河屋)→水無月(二条駿河屋)
- 大清浄御団(有限会社亀屋製菓)→清浄歓喜団(亀屋清永)
- 益寿糖(赤井松柏軒)→益壽糖(井筒八ッ橋本舗)